# Comuna Vorojba, Lebedîn
Vorojba (în ucraineană Ворожба) este o comună în raionul Lebedîn, regiunea Sumî, Ucraina, formată din satele Basivșciîna, Cervone, Dațenkivka, Hîlkove, Kerdîlivșciîna, Lîfîne, Lobodivșciîna, Patriotivka, Piskivka, Staronove, Stupkî, Valkî și Vorojba (reședința).

## Demografie
Componența lingvistică a comunei Vorojba
     Ucraineană (94,1%)
     Rusă (5,7%)
     Alte limbi (0,12%)
Conform recensământului din 2001, majoritatea populației comunei Vorojba era vorbitoare de ucraineană (94,1%), existând în minoritate și vorbitori de rusă (5,7%).